# 浪溪河 (融江)
浪溪河，位于中华人民共和国广西壮族自治区融安县境内，是柳江融江段左岸支流，因河床陡，滩多水急浪大而得名，发源于融安县板榄镇东岭村，西南流经板榄镇和大将镇驻地，至融安县城长安镇江口村汇入融江。干流长100千米，流域面积1228平方千米。流域内经济以农业、林业为主。